# Campeonato Canadense de Futebol
O Campeonato Canadense (em francês: Championnat canadien; em inglês: Canadian Championship), é uma competição anual de futebol entre clubes canadenses organizada pela Associação Canadense de Futebol. Apesar do nome se assemelhar com as de competições de ligas de outros países, desde 2011 o torneio é em formato eliminatório, funcionando como a copa nacional do Canadá.
É disputado por treze equipes canadenses, incluindo as três franquias da Major League Soccer (CF Montréal, Toronto FC e Vancouver Whitecaps), todos os oito clubes da Canadian Premier League, e pelos campeões da League1 Ontario e da Première Ligue de soccer du Québec, campeonatos provinciais das províncias de Ontário e Quebeque. O vencedor ganha uma vaga para participar da Copa dos Campeões da CONCACAF, o torneio mais prestigiado do continente.

## História
O torneio surgiu da necessidade da Canadá Soccer (Federação Canadense de Futebol) de indicar representantes a Liga dos Campeões da CONCACAF, torneio que estava sendo reformulado para a temporada 2008-09. O torneio deveria ser disputado apenas por equipes profissionais, sendo que todas elas eram subordinadas a torneios conjuntos com os Estados Unidos, sem a chancela da federação canadense. Na temporada 2018, o campeonato passou a receber os campeões dos principais campeonatos amadores do país, das Ligas das províncias de Quebec e Ontario, com isso, passou a ter também duas equipes amadoras.
As equipes que hoje disputam a MLS, estão consolidadas e tem um público fiel, com boas médias de público (dados da temporada 2017), a seguir a média dos três clubes canadenses da MSL e a posição que teriam no ranking de média de público nas Ligas Primeira (de Portugal) e Brasileirão - Série A (do Brasil):
- Toronto FC - 27.647 (4ª em Portugal, 4ª no Brasil)
- Whitecaps (Vancouver) - 21.416 (4ª em Portugal, 5ª no Brasil)
- Impáct (Montreal) - 20.046 (4ª em Portugal, 5ª no Brasil)

Lembrando que Montreal, Vancouver e Toronto são todas metrópoles com mais de 2 milhões de habitantes.  A outra cidade com equipe profissional a disputar o torneio é a capital do país, Ottawa, representada pelo Ottawa Fury, que milita na United Soccer League (USL). A capital tem em sua metrópole cerca de 1,2 milhões de Habitantes, mas, o clube não é assistido massivamente:
- Ottawa Fury(Ottawa) - 5.427 (8ª em Portugal, 20ª no Brasil)

Outra equipe que fora profissional, o Edmonton FC, da cidade homônima, fechou seu departamento profissional, mas, retornou na Premier League Canadense, que estrou em 2019. Edmonton está na casa dos 1,3 milhões de habitantes em sua região metropolitana. As demais equipes que disputaram o campeonato até aqui são amadoras.

### Histórico
A primeira edição começou em 27 de maio de 2008 com término em 22 de julho do mesmo ano. Os times que participam de sua primeira edição foram o Toronto FC, da liga Major League Soccer (MLS); o Vancouver Whitecaps e o Montreal Impact, ambos, ate então da liga USL First Division. Para todos os efeitos, essas são as mesmas equipes que hoje jogam na MLS, mas, oficialmente, são equipes diferentes.
Temporada 2008
- Montreal Impact, da USL First Division, foi o primeiro campeão da competição
- Toronto FC, da MLS
- Vancouver Whitecaps terceiro(eliminado no 1º mata-mata)

Temporada 2009
O Toronto FC foi o campeão da temporada 2009, goleando na última partida o Montreal Impact por 6x1. o Vancouver Whitecaps foi o vicecampeão.
Temporada 2010
O Toronto FC tornou-se bicampeão com uma rodada de antecedência. O Vancouver Whitecaps novamente foi vicecampeão.
Temporada 2011
Na temporada de 2011, a novidade foi a inclusão de uma nova equipe, o FC Edmonton, fundada em 2010 e que participava da liga NASL(hoje está na Premier League Canadense. A outra novidade foi a mudança de liga do Vancouver Whitecaps, que não participa mais do campeonato como representante da USL First Division e, sim, como representante da Major League Soccer (MLS), liga da qual agora faz parte. A outra novidade foi a alteração do regulamento: de pontos corridos para "mata-mata". O Toronto FC conseguiu o tricampeonato da competição.
Temporada 2012
A partir da edição de 2012, o Montreal Impact não participa mais do campeonato como representante da USL First Division e, sim, como representante da Major League Soccer (MLS), liga da qual agora faz parte. O Toronto FC conquistou nesse ano seu tetracampeonato da competição.
Temporada 2013
Na temporada de 2013, o Montreal Impact conquistou o bicampeonato tendo sido, até o momento, a única equipe a vencer a competição como representante de duas ligas diferentes.
Temporada 2014
A temporada de 2014 contou com uma nova equipe: o Ottawa Fury, da liga NASL. Com a entrada do novo time, o campeonato alterou o seu formato. O Montreal Impact obteve seu tricampeonato, o segundo como equipe da MLS.
Temporada 2015
Na temporada de 2015, o Vancouver Whitecaps obteve seu primeiro título após uma sequência de cinco vice-campeonatos seguidos (entre 2009 e 2013) após superar o Montreal Impact. No primeiro jogo da final, em Montreal, empate em 2 x 2. No jogo de volta, em Vancouver, vitória por 2 x 0.
Temporada 2016
O Toronto FC conquistou seu quinto título na competição, vencendo o Whitecaps, de Vancouver. 
Temporada 2017
Numa final envolvendo clubes dos dois maiores estados do Canadá (Ontario e Quebec), os clubes Toronto FC e Montreal Impact fizeram sua terceira final na história. Nas outras duas, o clube de Montreal foi o campeão. Desta vez foi diferente e o Toronto FC foi bicampeão canadense. Com a conquista, os alvirrubros dobraram a diferença de títulos em 6x3 diante dos azul-negros.

### Retrospecto na Liga dos Campeões da CONCACAF
Desde 2008, quando o torneio passou a ser organizado como modo de indicar um representante do país à nova Liga dos Campeões da CONCACAF, essas foram as campanhas das equipes canadenses:
- 2008-09 - Impáct eliminado nas Quartas de Final, 2x0 - 2x5 Santos Laguna(MEX);
- 2009-10 - Toronto FC eliminado na Fase Pré, 0x1 - 0x0 Islanders(Porto Rico);
- 2010-11 - Toronto FC eliminado na Fase de Grupos(2ª fase), em 3º lugar entre 4 clubes;
- 2011-12 - Toronto FC eliminado na Semifinal, 1x1 - 2x6 Santos Laguna(MEX);
- 2012-13 - Toronto FC eliminado na Fase de Grupos(1ª), em 2º lugar entre 3 clubes;
- 2013-14 - Impáct eliminado na Fase de Grupos(1ª), em 2º lugar entre 3 clubes;
- 2014-15 - Impáct vice-campeão, vencido na final pelo América(MEX), 1x1 - 2x4;
- 2015-16 - Whitecaps eliminado na Fase de Grupos(1ª), em 3º lugar entre 3 clubes;
- 2016-17 - Whitecaps eliminado na Semifinal, 0x2 - 1x2 Tigres UANL(MEX);
- 2018 - Toronto FC vice-campeão, vencido na final pelo Chivas (MEX), 1x2 - 2x1(2x4 nos pênaltis).

Foram duas finais no período, sendo as últimas não mexicanas a disputar a final do torneio continental. Em 2018, o Toronto FC quase se torna a equipe a quebrar a hegemonia de 13 anos dos clubes mexicanos, mas, ficou no quase, foi derrotado nos pênaltis por um dos gigantes do México.

## Formato

### 2008-2010
De 2008 até 2010, as equipes jogavam entre si em jogos de ida e volta e quem fizesse mais pontos era o campeão.

### 2011-2013
A partir de 2011, o formato foi alterado: as quatro equipes são divididas em duas chaves com jogos de "mata-mata" - ida e volta - que classificam os vencedores para disputar a final com jogos também em "mata-mata".

### 2014-2018
A partir de 2014, o formato foi alterado: haverá uma jogo preliminar de ida e volta entre o FC Edmonton e o Ottawa Fury. O vencedor entra em uma das chaves para mais duas partidas de "mata-mata" que definirá o finalista.

### 2018-2019
Em 2018 o FC Edmonton entrou em hiato devido ao fechamento da North American Soccer League, a federação decidiu adicionar um lugar para times campeões das ligas provinciais League1 Ontario e a Première Ligue de soccer du Québec. O A.S. Blainville foi o time de Quebec e Oakville Blue Devils de Ontário.

### 2019-presente
Em 2019 a Canadian Premier League começou a jogar, adicionando mais sete equipes profissionais dentro do Futebol canadense. Com 12 equipes competindo, a competição foi expandida para incluir três rodadas de qualificação, juntamente com as semifinais e finais. A primeira pré-eliminatória começa com seis equipes, com três novas equipes a entrarem em cada rodada até às semifinais em que o campeão do ano anterior entra. Todas as rodadas são de ida e volta.

## Títulos

### Títulos por clube
| Clube               | Títulos                                            | Vices                                        | 3º colocados               | 4º colocados                     |
| ------------------- | -------------------------------------------------- | -------------------------------------------- | -------------------------- | -------------------------------- |
| Toronto FC          | 8 (2009, 2010, 2011, 2012, 2016, 2017, 2018, 2020) | 7 (2008, 2014, 2019, 2021, 2022, 2023, 2024) | 1 (2015)                   | 0                                |
| CF Montréal         | 5 (2008, 2013, 2014, 2019, 2021)                   | 3 (2015, 2017, 2023)                         | 4 (2009, 2010, 2011, 2012) | 2 (2016, 2022)                   |
| Vancouver Whitecaps | 4 (2015, 2022, 2023, 2024)                         | 7 (2009, 2010, 2011, 2012, 2013, 2016, 2018) | 2 (2008 e 2014)            | 1 (2017)                         |
| Forge FC            | 0                                                  | 1 (2020)                                     | 1 (2023)                   | 2 (2021, 2024)                   |
| Ottawa Fury         | 0                                                  | 0                                            | 2 (2016, 2017)             | 1 (2019)                         |
| Pacific FC          | 0                                                  | 0                                            | 2 (2021, 2024)             | 2 (2020, 2023)                   |
| Cavalry FC          | 0                                                  | 0                                            | 1 (2019)                   | 0                                |
| HFX Wanderers       | 0                                                  | 0                                            | 1 (2020)                   | 0                                |
| York United FC      | 0                                                  | 0                                            | 1 (2022)                   | 0                                |
| FC Edmonton         | 0                                                  | 0                                            | 0                          | 5 (2011, 2012, 2013, 2014, 2015) |

### Títulos por província
| Província          | Títulos | Vices | 3º colocados | 4º colocados |
| ------------------ | ------- | ----- | ------------ | ------------ |
| Ontário            | 8       | 8     | 5            | 3            |
| Quebec             | 5       | 3     | 4            | 2            |
| Columbia Britânica | 4       | 7     | 4            | 3            |
| Alberta            | 0       | 0     | 1            | 5            |
| Nova Escócia       | 0       | 0     | 1            | 0            |

## Participações
As tabelas a seguir ilustram os títulos por província e os clubes que mais participaram do Campeonato Canadense (de 2008 a 2022). Em negrito, os clubes participantes da edição de 2023:
| Clubes               | Participações | Temporadas                                                                                     | Títulos |
| -------------------- | ------------- | ---------------------------------------------------------------------------------------------- | ------- |
| Toronto FC           | 16            | 2008, 2009, 2010, 2011, 2012, 2013, 2014, 2015, 2016, 2017, 2018, 2019, 2020, 2021, 2022, 2023 | 8       |
| Montreal Impact      | 15            | 2008, 2009, 2010, 2011, 2012, 2013, 2014, 2015, 2016, 2017, 2018, 2019, 2021, 2022, 2023       | 5       |
| Vancouver Whitecaps  | 15            | 2008, 2009, 2010, 2011, 2012, 2013, 2014, 2015, 2016, 2017, 2018, 2019, 2021, 2022, 2023       | 3       |
| FC Edmonton          | 10            | 2011, 2012, 2013, 2014, 2015, 2016, 2017, 2019, 2021, 2022                                     | 0       |
| Ottawa Fury†         | 5             | 2014, 2015, 2016, 2017, 2018                                                                   | 0       |
| Forge FC             | 5             | 2019, 2020, 2021, 2022, 2023                                                                   | 0       |
| Cavalry FC           | 5             | 2019, 2020, 2021, 2022, 2023                                                                   | 0       |
| HFX Wanderers        | 5             | 2019, 2020, 2021, 2022, 2023                                                                   | 0       |
| Pacific FC           | 5             | 2019, 2020, 2021, 2022, 2023                                                                   | 0       |
| Valour FC            | 5             | 2019, 2020, 2021, 2022, 2023                                                                   | 0       |
| York9 FC             | 5             | 2019, 2020, 2021, 2022, 2023                                                                   | 0       |
| AS de Blainville     | 4             | 2018, 2019, 2020, 2021                                                                         | 0       |
| Atlético Ottawa      | 3             | 2021, 2022, 2023                                                                               | 0       |
| Oakville Blue Devils | 1             | 2018                                                                                           | 0       |
| Vaughan Azzurri      | 1             | 2019                                                                                           | 0       |
| Master's FA          | 1             | 2021                                                                                           | 0       |
| Guelph United        | 1             | 2022                                                                                           | 0       |
| Mont-Royal Outremont | 1             | 2022                                                                                           | 0       |
| FC Laval             | 1             | 2023                                                                                           | 0       |
| TSS FC Rovers        | 1             | 2023                                                                                           | 0       |
| Vaughan Azzurri      | 1             | 2023                                                                                           | 0       |

† Equipe licenciada, dissolvida ou extinta.

## Ranking histórico (2008-2017)
| Pos | Equipo              | CD | PJ | V  | E  | D  | GF | GC | S   | PTS |
| --- | ------------------- | -- | -- | -- | -- | -- | -- | -- | --- | --- |
| 1   | Toronto FC          | 10 | 34 | 17 | 9  | 8  | 45 | 30 | +15 | 60  |
| 2   | Vancouver Whitecaps | 10 | 30 | 12 | 9  | 9  | 36 | 30 | +6  | 45  |
| 3   | CF Montréal         | 10 | 30 | 6  | 10 | 14 | 33 | 41 | -8  | 28  |
| 4   | FC Edmonton         | 7  | 18 | 5  | 2  | 11 | 22 | 31 | -10 | 17  |
| 5   | Ottawa Fury†        | 4  | 12 | 5  | 1  | 6  | 14 | 21 | -7  | 16  |

CD Campeonatos disputados, PJ. Partidas jogadas, V. Vitória, E. Empates, D. Derrota, GF. Gols a favor, GC. Gols contra, S. Saldo, Pts. P0ntos
† Equipe licenciada, dissolvida ou extinta.

## Maiores públicos
Contabilizando apenas partidas com público acima de 15.000 pagantes.
| #  | Público[i] | Mandante            | Placar | Visitante           | Estádio        | Data                   |
| -- | ---------- | ------------------- | ------ | ------------------- | -------------- | ---------------------- |
| 1  | 26 539     | Toronto FC          | 2–1    | Montreal Impact     | BMO Field      | 27 de junho de 2017    |
| 2  | 22 591     | Toronto FC          | 2–1    | Vancouver Whitecaps | BMO Field      | 7 de maio de 2014      |
| 3  | 22 143     | Toronto FC          | 4–2    | Montreal Impact     | BMO Field      | 1 de junho de 2016     |
| 4  | 21 365     | Toronto FC          | 1–0    | Montreal Impact     | BMO Field      | 25 de setembro de 2019 |
| 5  | 21 065     | Toronto FC          | 3–2    | Montreal Impact     | BMO Field      | 13 de maio de 2015     |
| 6  | 20 011     | Toronto FC          | 1–0    | Vancouver Whitecaps | BMO Field      | 21 de junho de 2016    |
| 7  | 19 376     | Vancouver Whitecaps | 2–1    | Toronto FC          | BC Place       | 29 de junho de 2016    |
| 8  | 19 267     | Vancouver Whitecaps | 2–0    | Montreal Impact     | BC Place       | 25 de julho de 2018    |
| 9  | 18 964     | Montreal Impact     | 0–0    | Toronto FC          | Estádio Saputo | 8 de junho de 2016     |
| 10 | 18 795     | Toronto FC          | 3–0    | Ottawa Fury         | BMO Field      | 25 de julho de 2018    |

## Artilheiros
| Ano  | jogador            | País              | Equipe                 | Gols   |
| ---- | ------------------ | ----------------- | ---------------------- | ------ |
| 2008 | Eduardo Sebrango   | Canadá            | Vancouver Whitecaps    | 2 gols |
| 2008 | Roberto Brown      | Panamá            | Montreal Impact        | 2 gols |
| 2008 | Rohan Ricketts     | Inglaterra        | Toronto FC             | 2 gols |
| 2009 | Dwayne De Rosario  | Canadá            | Toronto FC             | 3 gols |
| 2010 | Chad Barrett       | Estados Unidos    | Toronto FC             | 1 gol  |
| 2010 | Philippe Billy     | França            | Montreal Impact        | 1 gol  |
| 2010 | Peter Byers        | Antígua e Barbuda | Montreal Impact        | 1 gol  |
| 2010 | Dwayne De Rosario  | Canadá            | Toronto FC             | 1 gol  |
| 2010 | Marcus Haber       | Canadá            | Vancouver Whitecaps    | 1 gol  |
| 2010 | Ty Harden          | Estados Unidos    | Toronto FC             | 1 gol  |
| 2010 | Ansu Toure         | Libéria           | Vancouver Whitecaps    | 1 gol  |
| 2011 | Maicon Santos      | Brasil            | Toronto FC             | 3 gols |
| 2012 | Sébastien Le Toux  | França            | Vancouver Whitecaps    | 2 gols |
| 2012 | Eric Hassli        | França            | Vancouver Whitecaps    | 2 gols |
| 2012 | Ryan Johnson       | Jamaica           | Toronto FC             | 2 gols |
| 2012 | Reggie Lambe       | Bermudas          | Toronto FC             | 2 gols |
| 2013 | Camilo Sanvezzo    | Brasil            | Vancouver Whitecaps    | 3 gols |
| 2014 | Jack McInerney     | Estados Unidos    | Montreal Impact        | 3 gols |
| 2015 | Tomi Ameobi        | Inglaterra        | FC Edmonton            | 4 gols |
| 2016 | Jonathan Osorio    | Canadá            | Toronto FC             | 2 gols |
| 2016 | Jordan Hamilton    | Canadá            | Toronto FC             | 2 gols |
| 2016 | Nicolás Mezquida   | Uruguai           | Vancouver Whitecaps    | 2 gols |
| 2017 | Sebastian Giovinco | Itália            | Toronto FC             | 3 gols |
| 2018 | Jonathan Osório    | Canadá            | Toronto FC             | 3 gols |
| 2018 | Jozy Altidore      | Estados Unidos    | Toronto FC             | 3 gols |
| 2018 | Kei Kamara         | Serra Leoa        | Vancouver Whitecaps FC | 3 gols |
| 2019 | Ignacio Piatti     | Argentina         | Montreal Impact        | 4 gols |
| 2020 | Tristan Borges     | Canadá            | Forge FC               | 1 gol  |
| 2021 | Austin Ricci       | Canadá            | York United            | 3 gols |
| 2022 | Sinusi Ibrahim     | Nigéria           | CF Montréal            | 3 gols |
| 2023 | Sinusi Ibrahim     | Nigéria           | CF Montréal            | 3 gols |

## George Gross Memorial Trophy
O George Gross Memorial Trophy é um troféu criado em 2008 para premiar o melhor jogador do campeonato. O nome do prêmio homenageia um prestigioso jornalista esportivo canadense.
| Ano  | Jogador            | Posição      | País           | Equipe              |
| ---- | ------------------ | ------------ | -------------- | ------------------- |
| 2008 | Matt Jordan        | Goleiro      | Estados Unidos | Montreal Impact     |
| 2009 | Dwayne De Rosario  | Atacante     | Canadá         | Toronto FC          |
| 2010 | Dwayne De Rosario  | Atacante     | Canadá         | Toronto FC          |
| 2011 | Joao Plata         | Atacante     | Equador        | Toronto FC          |
| 2012 | Ryan Johnson       | Atacante     | Jamaica        | Toronto FC          |
| 2013 | Justin Mapp        | meio-campo   | Estados Unidos | Montreal Impact     |
| 2014 | Justin Mapp        | meio-campo   | Estados Unidos | Montreal Impact     |
| 2015 | Russell Teibert    | meio-campo   | Canadá         | Vancouver Whitecaps |
| 2016 | Benoît Cheyrou     | meio-campo   | França         | Toronto FC          |
| 2017 | Sebastian Giovinco | Atacante     | Itália         | Toronto FC          |
| 2018 | Jonathan Osorio    | Atacante     | Canadá         | Toronto FC          |
| 2019 | Ignacio Piatti     | meio-campo   | Argentina      | Montreal Impact     |
| 2020 | Não premiado       | Não premiado | Não premiado   | Não premiado        |
| 2021 | Sebastian Breza    | Goleiro      | Canadá         | CF Montréal         |
| 2022 | Ryan Guald         | meio-campo   | Escócia        | Vancouver Whitecaps |
| 2023 | Sinusi Ibrahim     | Atacante     | Nigéria        | CF Montréal         |